# Sylvie Lecocq
Sylvie Lecocq es una deportista francesa que compitió en judo. Ganó una medalla de bronce en el Campeonato Europeo de Judo de 1975 en la categoría de –48 kg.

## Palmarés internacional
| Campeonato Europeo | Campeonato Europeo | Campeonato Europeo | Campeonato Europeo |
| Año                | Lugar              | Medalla            | Categoría          |
| ------------------ | ------------------ | ------------------ | ------------------ |
| 1975               | Múnich (RFA)       | Medalla de bronce  | –48 kg             |